# Silene oreosinaica
Silene oreosinaica är en nejlikväxtart som beskrevs av Chowdh. Silene oreosinaica ingår i släktet glimmar, och familjen nejlikväxter. Inga underarter finns listade i Catalogue of Life.